# Adjudant (rang)
Een adjudant is iemand die in de militaire hiërarchie boven de sergeant en de sergeant-majoor staat. Het is de hoogste onderofficiersrang.
Bij de Nederlandse Koninklijke Landmacht is het rangonderscheidingsteken gelijk aan dat van de vaandrig, de aspirant-officiersrang; bij de cavalerie, de artillerie en de Koninklijke Marechaussee wordt deze rang echter aangeduid met 'kornet'. Bij de krijgsmacht wordt deze rang formeel aangeduid als 'adjudant-onderofficier' (Aoo).
| Koninklijke Landmacht  | Koninklijke Landmacht | Koninklijke Luchtmacht | Koninklijke Luchtmacht | Koninklijke Marine     | Koninklijke Marine | Koninklijke Marechaussee | Koninklijke Marechaussee |
| ---------------------- | --------------------- | ---------------------- | ---------------------- | ---------------------- | ------------------ | ------------------------ | ------------------------ |
| Adjudant-onderofficier |                       | Adjudant-onderofficier |                        | Adjudant-onderofficier |                    | Adjudant-onderofficier   |                          |

## Krijgsmachtadjudant
Binnen de Nederlandse krijgsmacht vertegenwoordigt de Krijgsmachtadjudant alle onderofficieren van de krijgsmacht. Hiervoor bezoekt de adjudant regelmatig de werkvloer om vervolgens de Commandant der Strijdkrachten te informeren en adviseren. Ook zet hij zich in voor opleiding en training van onderofficieren, begeleidt en coacht hen (mentorschap) en helpt talenten zich (verder) te ontwikkelen.
Bij het Dagelijks Tenue, Gelegenheidstenue, Avondtenue en Avondtenue Tropen is de Krijgsmachtadjudant te herkennen aan een goud-nassaus blauwe nestel met goudkleurige nestelpennen. 
| Periode                              | Naam               | Afbeelding | Krijgsmachtdeel                                                  |
| ------------------------------------ | ------------------ | ---------- | ---------------------------------------------------------------- |
| 1 september 1996 – 21 september 2001 | René Clausen       |            | Koninklijke Landmacht Regiment Limburgse Jagers                  |
| 7 april 2006 – 7 mei 2010            | Erik Nieuwenhuis   |            | Koninklijke Marine                                               |
| 7 mei 2010 – 23 mei 2013             | Marinus Dunnewind  |            | Koninklijke Marechaussee                                         |
| 23 augustus 2011 - 25 mei 2016       | Ron Boer           |            | Koninklijke Luchtmacht                                           |
| 25 mei 2016 - 2 september 2020       | Nico Spierenburg   |            | Koninklijke Landmacht (Lichamelijke Oefening & Sportorganisatie) |
| 2 september 2020 - heden             | Rob van Haastrecht |            | Koninklijke Marine (Mariniers)                                   |

## Nederlandse politie
Bij de Nederlandse politie was de rang van adjudant in gebruik tot de invoering van de regiopolitie in 1993. Ook hier was het de hoogste onderofficiersrang, tussen brigadier en inspecteur en dus net onder de laagste officiersrang. Toen de rang van adjudant verviel werden alle adjudanten automatisch bevorderd tot inspecteur.

## Trivia
- Informeel wordt bij de Koninklijke Landmacht de persoon met deze rang aangeduid als 'stip', naar het rangonderscheidingsteken.